# Eschtaol-Wald

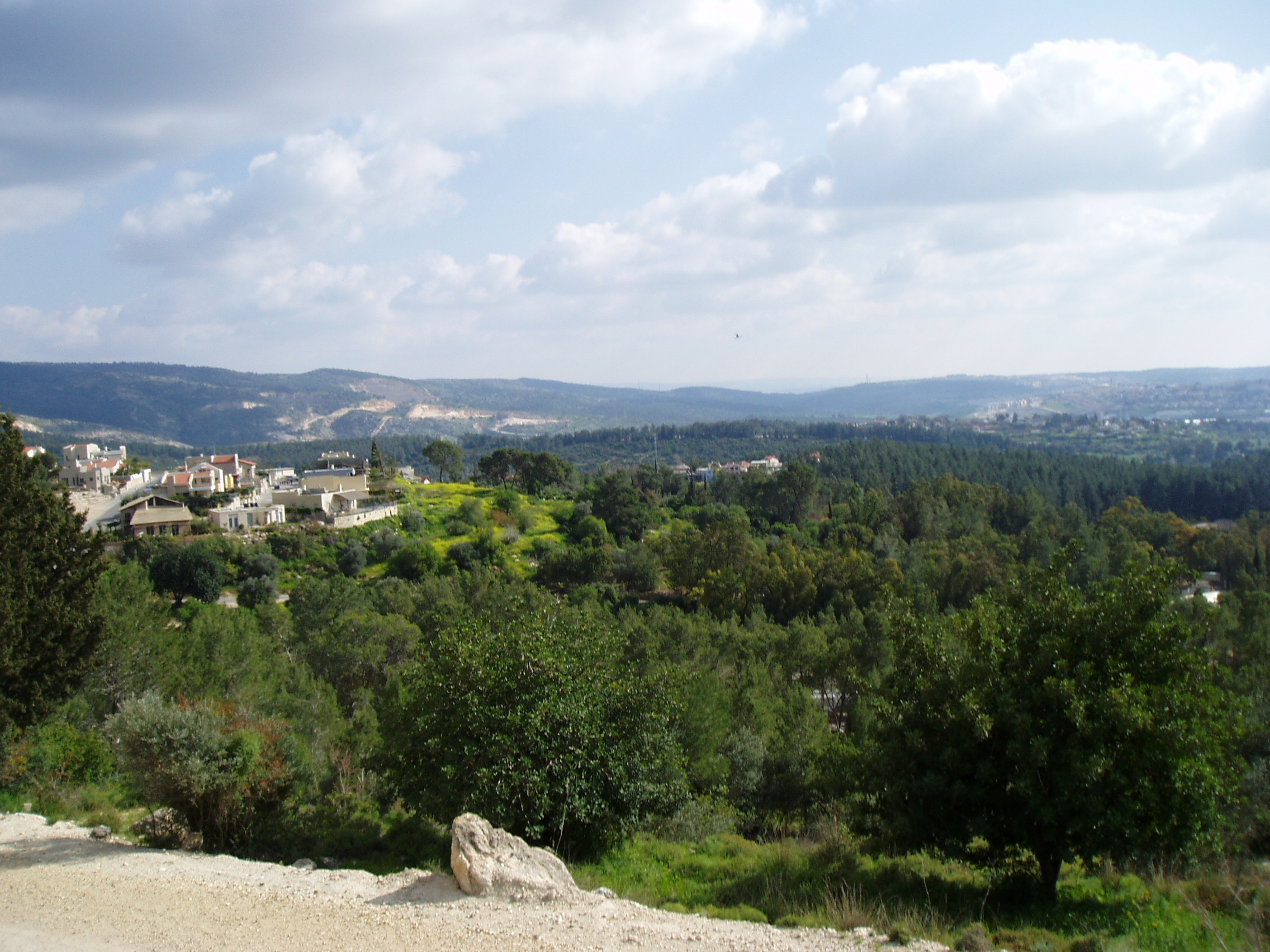
Eschtaol-Wald

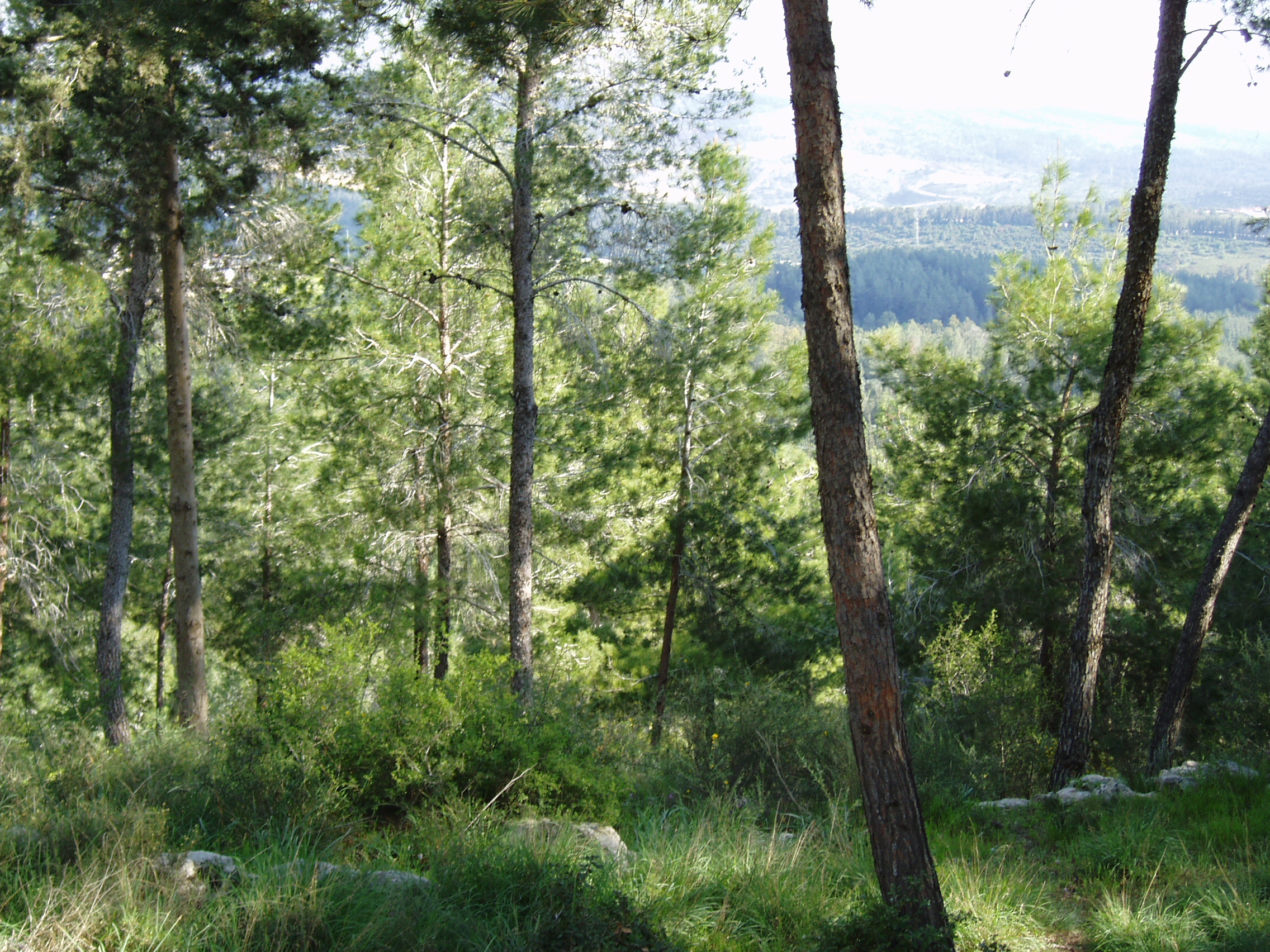
Eschtaol-Wald

Der Eschtaol-Wald (hebräisch יַעַר אֶשְׁתָּאוֹל Jaʿar  Eschtaʾōl) ist einer der größten Wälder in Israel, nahe der Hauptstadt Jerusalem in der nördlichen Schfela. Der Wald liegt nördlich der Stadt Bet Schemesch, nahe dem als „Friedensdorf“ bekannten Newe Schalom. Wie die meisten Wälder in Israel wurde der Wald vom Jüdischen Nationalfonds gepflanzt. Der Wald umfasst 12.000 metrische Dunam (12 km²).
Der Wald ist nach dem biblischen Ort Eschtaol benannt: „Dann aber begann der Geist des Herrn, ihn umherzutreiben im Lager Dans zwischen Zora und Eschtaol“ (Ri 13,25 ). Am selben Ort befindet sich auch der gleichnamige Moschav Eschtaol.
Die Aufforstung des Gebiets begann unmittelbar nach dem Unabhängigkeitskrieg, durch jemenitische Juden, die in der Nähe siedelten. Vorarbeit hatten schon die Briten geleistet, die in der Umgebung von Jerusalem Pinienhaine angelegt hatten. Nach Jahrzehnten der Forstwirtschaft handelt es sich nun um ein artenreiches Waldgebiet, das vor allem als naturnahes Erholungsgebiet beliebt ist. 
Im Gedenken an die Gefallenen der Gefechte im nördlichen Bereich des Waldgebietes (siehe Schlachten von Latrun), die sowohl die arabische Blockade der Landstraße Jaffa–Jerusalem (heute Haupt-Landesstraße ) beenden sollten, wie auch, als das nicht gelang, eine neu angelegte Umgehungsroute, die so genannte Burma Road sicherten, bestehen einige Ehrenmale im Wald entlang den Verläufen von Burma Road und Landstraße Jaffa–Jerusalem, wie die Gedenkstätte für das Ingenieurskorps, die Harʾel-Brigade, jene für die Mämpfer der Roten Kapelle oder für die Machal.   
Gemeinsam mit anderen Wäldern wie dem Wald der Märtyrer bildet der Eschtaol-Wald einen Grüngürtel um die Großstadt Jerusalem.